# Zmarli w roku 2001
Lista osób zmarłych w 2001:

## styczeń 2001
- 1 stycznia – Ray Walston, amerykański aktor filmowy i telewizyjny[1]
- 2 stycznia:
  - Aleksander Dakowski, kapitan łączności Wojska Polskiego, kawaler Orderu Virtuti Militari[2].
  - William P. Rogers, amerykański polityk[3]
- 3 stycznia – Karl F. Klein, niemiecki działacz religijny, członek Ciała Kierowniczego Świadków Jehowy[4]
- 5 stycznia – Elizabeth Anscombe, brytyjska filozof[5]
- 6 stycznia – Michał Rusinek, pisarz, działacz kultury, dramaturg, poeta[6].
- 11 stycznia:
  - Rafał Anioła, polski piłkarz[7]
  - Ignacy Machowski, polski aktor[8]
  - Jarema Stępowski, polski aktor i piosenkarz[9].
- 12 stycznia – Aleksander Bocheński, polski pisarz[10]
- 13 stycznia – Wojciech Ziembiński, polski działacz społeczny i katolicki[11]
- 22 stycznia – Tommie Agee, amerykański baseballista[12]
- 30 stycznia – Edmund Fetting, polski aktor i piosenkarz[13]

## luty 2001
- 1 lutego – Marcin Kołodyński, dziennikarz, aktor i prezenter telewizyjny[14]
- 4 lutego:
  - Wilhelm Altvater, niemiecki polityk, deputowany do Bundestagu[15]
  - Alois Lipburger, austriacki skoczek narciarski i trener[16]
  - Iannis Xenakis (gr. Γιάννης Ξενάκης), grecki kompozytor, architekt[17]
- 7 lutego – Władysław Forbert, polski operator filmowy[18]
- 8 lutego – Giuseppe Casoria, włoski duchowny katolicki, kardynał[19]
- 12 lutego – Herbert Robbins, amerykański matematyk i statystyk (ur. 1915)[20]
- 18 lutego – Dale Earnhardt, amerykański kierowca wyścigowy[21]
- 19 lutego – Guy Rodgers, amerykański koszykarz[22]
- 21 lutego – José Lebrún Moratinos, wenezuelski duchowny katolicki, arcybiskup Caracas, kardynał[23]

## marzec 2001
- 4 marca – Jean Bazaine, francuski malarz i witrażysta[24]
- 14 marca – Lyman Alexander Swingle, amerykański działacz religijny, członek Ciała Kierowniczego Świadków Jehowy[25]
- 17 marca – Anthony Storr, brytyjski psychiatra, psychoanalityk, pisarz[26]
- 18 marca – Wasilij Abajew, rosyjski językoznawca-iranista pochodzenia osetyńskiego, krajoznawca, etymolog[27]
- 22 marca – William Hanna, amerykański twórca filmów animowanych[28]

## kwiecień 2001
- 4 kwietnia – Liisi Oterma, fińska astronom[29]
- 10 kwietnia – Tadeusz Chciuk-Celt, cichociemny, kurier ZWZ, redaktor i zastępca dyrektora Sekcji Polskiej RWE[30]
- 12 kwietnia – Jacek Dębski, były szef Urzędu Kultury Fizycznej i Turystyki, polityk AWS, minister sportu. Został zastrzelony w niewyjaśnionych okolicznościach[31]
- 16 kwietnia – Mohammad Rabbani, afgański duchowny muzułmański, premier Afganistanu[32]
- 18 kwietnia – Krzysztof Bukowski, dokumentalista, reżyser teatralny i telewizyjny[33]
- 29 kwietnia – Barend Biesheuvel, holenderski polityk, premier[34]

## maj 2001
- 11 maja – Douglas Adams, pisarz angielski[35]
- 12 maja – Didi, brazylijski piłkarz, trener piłkarski, reprezentant Brazylii, mistrz świata, selekcjoner reprezentacji Peru[36]
- 13 maja – Paweł Hertz, polski poeta, eseista, tłumacz, wydawca[37]
- 19 maja – Betty Law, szkocka curlerka[38]
- 22 maja – Jenő Fock, węgierski działacz komunistyczny, premier[39]

## czerwiec 2001
- 1 czerwca – Birendra Bir Bikram Shah Dev, król Nepalu, zastrzelony w zamachu[40]
- 3 czerwca:
  - Zbigniew Adamkiewicz, polski piosenkarz, członek Tercetu Egzotycznego[41]
  - Anthony Quinn, amerykański aktor filmowy[42]
- 9 czerwca – Arno Puškáš, słowacki taternik, alpinista, przewodnik tatrzański, publicysta i grafik[43]
- 11 czerwca – Pierre Eyt, francuski duchowny katolicki, arcybiskup Bordeaux, kardynał[44]
- 17 czerwca – Thomas Winning, szkocki duchowny katolicki, arcybiskup Glasgow, kardynał[45]
- 19 czerwca – Zbigniew Nikitiuk, polski samorządowiec i chemik, wójt gminy Skąpe i radny sejmiku lubuskiego[46]
- 25 czerwca – Jerzy Bielenia, polski aktor teatralny i filmowy[47]
- 27 czerwca:
  - Tove Jansson, szwedzkojęzyczna fińska pisarka[48]
  - Jack Lemmon, amerykański aktor[49]
  - Aleksander Paszyński, polski polityk, minister budownictwa[50]

## lipiec 2001
- 1 lipca – Halina Czerny-Stefańska, polska pianistka[51]
- 4 lipca – Danuta Wodyńska, polska aktorka[52]
- 7 lipca – Fred Neil, amerykański piosenkarz i kompozytor[53]
- 11 lipca – Wanda Modlibowska, polska lotniczka sportowa i szybowniczka, żołnierz AK[54]
- 17 lipca – Tadeusz Porębski, polski profesor i polityk, wicemarszałek Sejmu[55]
- 20 lipca – Carlo Giuliani, zamordowany przez policję podczas szczytu G8 w Genui 2001[56]
- 21 lipca:
  - Krste Crwenkowski, macedoński polityk[57]
  - Steve Barton, amerykański aktor[58]
- 29 lipca:
  - Edward Gierek, polski polityk komunistyczny, I sekretarz KC PZPR[59]
  - Herwig Karzel, austriacki duchowny i teolog luterański[60]

## sierpień 2001
- 6 sierpnia – Jorge Amado, brazylijski pisarz modernistyczny[61]
- 10 sierpnia – Stanisław Rostocki (ros. Станислав Иосифович Ростоцкий), radziecki reżyser[62]
- 17 sierpnia – Vladimír Tatarka, słowacki taternik, alpinista, przewodnik tatrzański, ratownik górski i narciarz wysokogórski[63]
- 20 sierpnia – Fred Hoyle, angielski astronom, matematyk[64]
- 25 sierpnia – Aaliyah, amerykańska piosenkarka, zginęła w katastrofie lotniczej[65]
- 26 sierpnia – Marita Petersen, pierwsza kobieta-premier Wysp Owczych[66]

## wrzesień 2001
- 2 września – Christiaan Barnard, południowoafrykański kardiochirurg, pierwszy na świecie przeprowadził transplantację ludzkiego serca[67]
- 9 września – Ahmad Szah Masud (pers. احمد شاه مسعود), afgański dowódca wojskowy i polityk[68]
- 11 września – Mohamed Atta (arab. محمد عطا السيد), egipski zamachowiec samobójca, który dokonał zamachu na północną wieżę WTC[69]
- 19 września – Eligiusz Lasota, polski dziennikarz, redaktor naczelny Po prostu[70]
- 22 września:
  - Isaac Stern, amerykański skrzypek[71]
  - František Mrázik, słowacki taternik, przewodnik tatrzański, narciarz i ratownik górski[72]
- 23 września – Henryk Tomaszewski, tancerz, mim, choreograf, reżyser teatralny, pedagog[73]

## październik 2001
- 1 października – Lee Cronbach, amerykański psycholog i statystyk[74]
- 7 października – Zygmunt Albert, profesor nauk medycznych, pierwszy rektor Akademii Medycznej we Wrocławiu[75]
- 11 października – Krzysztof Chamiec, polski aktor[76]
- 13 października – Janusz Szpotański, polski poeta, satyryk, krytyk i teoretyk literatury, tłumacz, szachista[77]
- 17 października – Francis Anscombe, brytyjski matematyk i statystyk, twórca kwartetu Anscombe'a oraz transformacji Anscombe'a[78]
- 23 października – Ken Aston, angielski sędzia piłkarski, pomysłodawca żółtych i czerwonych kartek[79]
- 24 października – Zofia Radwańska-Paryska, polska botaniczka, taterniczka, pisarka[80]
- 29 października – Grigorij Czuchraj (ros. Григорий Наумович Чухрай), radziecki reżyser filmowy[81]
- 30 października – Yoritsune Matsudaira, japoński kompozytor[82]
- 31 października – Régine Cavagnoud, francuska narciarka alpejska[83]

## listopad 2001
- 3 listopada – Ernst Gombrich, brytyjski historyk sztuki[84]
- 6 listopada – Stefan Chałubiński, nauczyciel, taternik, przewodnik tatrzański, instruktor narciarstwa, ratownik TOPR[85]
- 15 listopada – Alberto Ullastres, hiszpański polityk i prawnik[86]
- 22 listopada – Stanisław Zybowski, jeden z najwybitniejszych gitarzystów w Polsce, mąż popularnej piosenkarki Urszuli Kasprzak[87]
- 24 listopada – Melanie Thornton, niemiecka piosenkarka amerykańskiego pochodzenia[88]
- 26 listopada – Olga Scherer, polska pisarka, eseistka, publicystka, tłumaczka, slawistka, historyk i teoretyk literatury polskiej, europejskiej i amerykańskiej[89]
- 29 listopada – George Harrison, członek zespołu The Beatles[90]

## grudzień 2001
- 12 grudnia – Josef Bican, piłkarz austriacki i czeski[91]
- 13 grudnia – Chuck Schuldiner, gitarzysta i wokalista zespołów Death i Control Denied[92]
- 14 grudnia – Antoni Woryna, polski żużlowiec, medalista mistrzostw świata[93]
- 20 grudnia – Léopold Sédar Senghor, senegalski polityk i poeta[94]
- 22 grudnia:
  - Grzegorz Ciechowski, polski muzyk rockowy[95]
  - Jacques Mayol, wielokrotny rekordzista świata w wolnym nurkowaniu[96]
- 29 grudnia:
  - Takashi Asahina, japoński dyrygent[97]

data dzienna nieznana
- Stanisław Bitner, polski brydżysta, arcymistrz, reprezentant Polski, dziennikarz[98]